# 森隆男
森 隆男（もり たかお、1951年12月11日 - ）は、日本の民俗学者、関西大学名誉教授。

## 来歴
兵庫県出石郡（但東町を経て現・豊岡市）に生まれる。兵庫県立豊岡高等学校を経て、1974年に関西大学文学部史学科を卒業した。引き続き同大学院文学研究科に進み、1976年に修士課程を修了した。1976年に日本民家集落博物館に就職し、その後尼崎市教育委員会を経て、2004年に関西大学文学部教授に就任した。2017年退任、名誉教授となる。
1996年に『住居空間の祭祀と儀礼』で日本民俗建築学会奨励賞を受賞した。

## 著書

### 単著
- 『住居空間の祭祀と儀礼』岩田書院、1996年
- 『住まいの文化論 構造と変容をさぐる』柊風舎、2012年
- 『クチとオク 住まいの民俗学的研究の一視座』清文堂出版、2017年

### 共編著
- 『民俗儀礼の世界』（編）清文堂出版、2002年
- 『博物館学ハンドブック』（高橋隆博・米田文孝と共編著）関西大学出版部、2005年
- 『新課程博物館学ハンドブック』1-3（米田文孝・山口卓也と共編著）関西大学出版部、2015年 - 2017年

### 記念論文集
- 森隆男教授退職記念論考集刊行会 編『住まいと人の文化』三協社、2017年

## 論文
- <森隆男